# اسون یوهانسون (دوچرخه‌سوار)
اسون یوهانسون (انگلیسی: Sven Johansson; ۸ ژوئیهٔ ۱۹۱۴ – ۱۲ اکتبر ۱۹۸۲) دوچرخه‌سوار اهل سوئد بود.